# If You Think You Know How to Love Me
"If You Think You Know How to Love Me" is een nummer van de Britse rockband Smokie. Het werd in juni 1975 voor het eerst uitgebracht als single en verscheen later op het album Changing All the Time. Net als de eerste single van de band, "Pass It Around", werd het nummer gecomponeerd door Nicky Chinn en Mike Chapman.
Na de release werd "If You Think You Know How to Love Me" een hit in heel Europa, met een piek op nummer 2 in Ierland, nummer 3 in Zweden, nummer 6 in Noorwegen, nummer 8 in Duitsland en nummer 15 in Nederland. Het duurde zes weken voordat het nummer op 19 juli 1975 debuteerde in de Britse hitlijst. Na een paar dagen verscheen Smokie in het BBC-programma Top of the Pops, wat het nummer hielp om hoger in de hitlijsten te komen. De single bereikte uiteindelijk nummer 3 in de Britse hitlijst, na negen weken in die hitlijst te hebben gestaan.
Na hun Amerikaanse doorbraak, met "Living Next Door to Alice" in de Top 30, werd het nummer opnieuw uitgebracht als opvolger,maar haalde de hitlijst niet.
Een tweede versie van het nummer verscheen op het album All Fired Up uit 1988, gezongen door Alan Barton. De originele versie uit 1975 werd gezongen door Chris Norman.
Pat Benatar nam het nummer in 1979 op voor haar debuut album In the Heat of the Night, dat in oktober 1979 als tweede single van dat album werd uitgebracht.